# Památník pokořitelů kosmu
Památník pokořitelů kosmu (rusky Монумент «Покорителям космоса») je památník v Moskvě. Nachází se nedaleko výstaviště VDNCh, dokončen byl roku 1964 a oslavuje sovětské úspěchy v dobývání vesmíru. Patří k významným moskevským novodobým památkám.
Památník je vysoký 107 m a na návrh Sergeje Koroljova je celý pokryt titanem, jižně od památníku je pak vedena cesta s bustami všech významných kosmonautů své doby. V dolní části památníku se nacházejí reliéfy, znázorňující všechny, kdož se na kosmickém výzkumu podíleli – vědce, inženýry, dělníky a další profese.
Ve spodní části pomníku se nachází Pamětní muzeum kosmonautiky. Sbírka muzea má přibližně 85 000 různých položek a ročně ho navštěvuje okolo 300 000 návštěvníků.

## Historický vývoj
V březnu 1958, několik měsíců po vypuštění první umělé družice Země – Sputniku, byla vyhlášena soutěž na vybudování památníku na počest otevření vesmíru lidstvu. Z více než 350 návrhů byl nakonec vybrán projekt sochaře A. P. Fajdyše-Krandijevského, architektů A. M. Kolščina a M. O. Baršče. Slavnostní otevření monumentu se konalo 4. října 1964, k sedmému výročí vypuštění Sputniku.
Ve spodní části památníku bylo v roce 1981 otevřeno Muzeum kosmonautiky – to v první dekádě 21. století prošlo rekonstrukcí (výstava byla přenesena do areálu výstaviště VDNCh). Existovaly i návrhy na modernizaci celého památníku a úpravu okolí, které postupem času poměrně upadlo. Hlavní současný architekt Moskvy Aleander Kuzmin v roce 2006 oznámil, že by mohlo být vybudované náměstí se stylizovanými planetami sluneční soustavy. To by doplňoval památník sovětského raketového konstruktéra Sergeje Koroljova.
Roku 2009 bylo muzeum znovu otevřené po rozsáhlé tříleté rekonstrukci. Muzeum se více než ztrojnásobilo, přibyly expozice vesmírných programů i jiných států a také ISS.

## Expozice

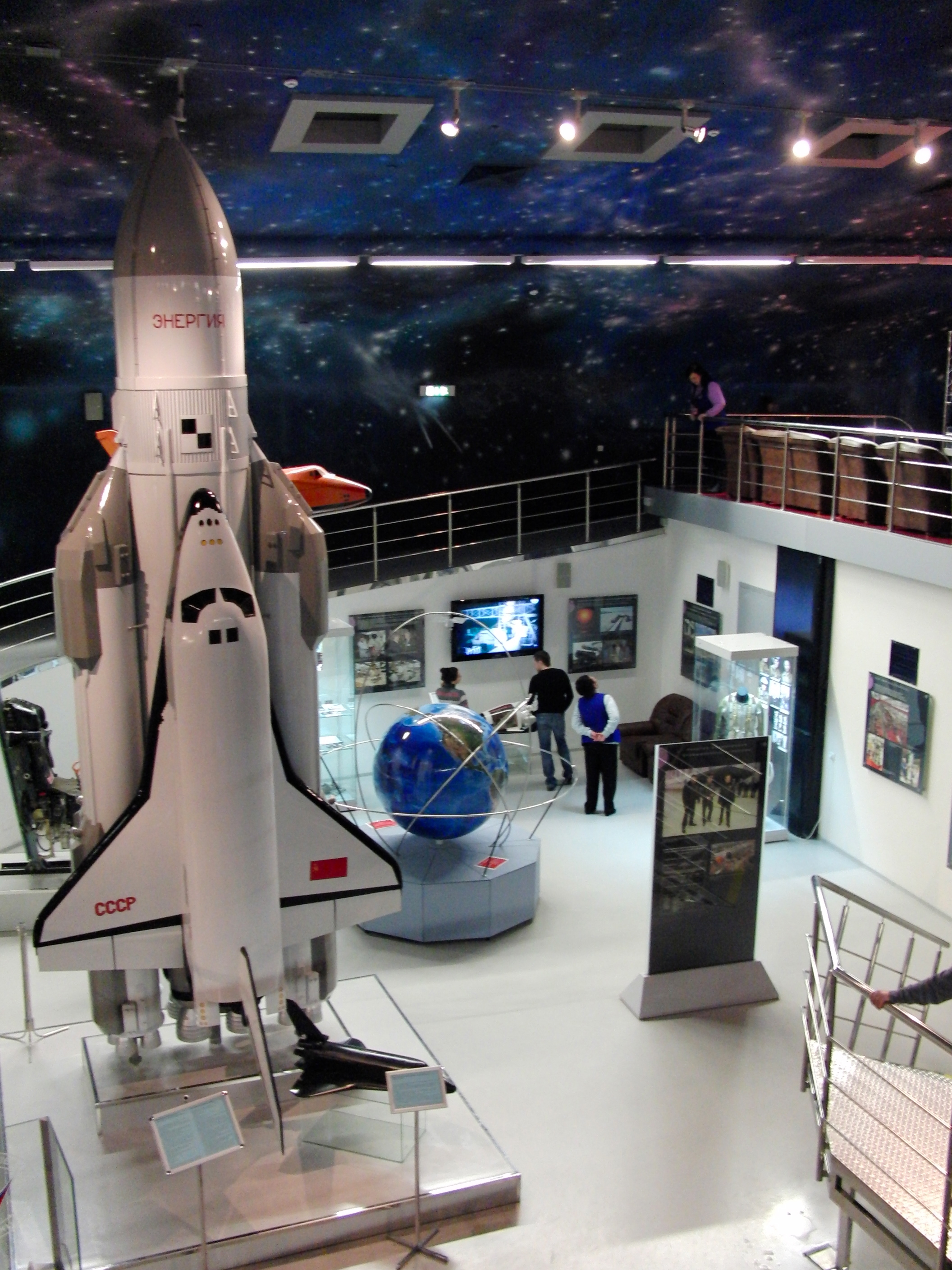
Maketa raketoplánu Buran
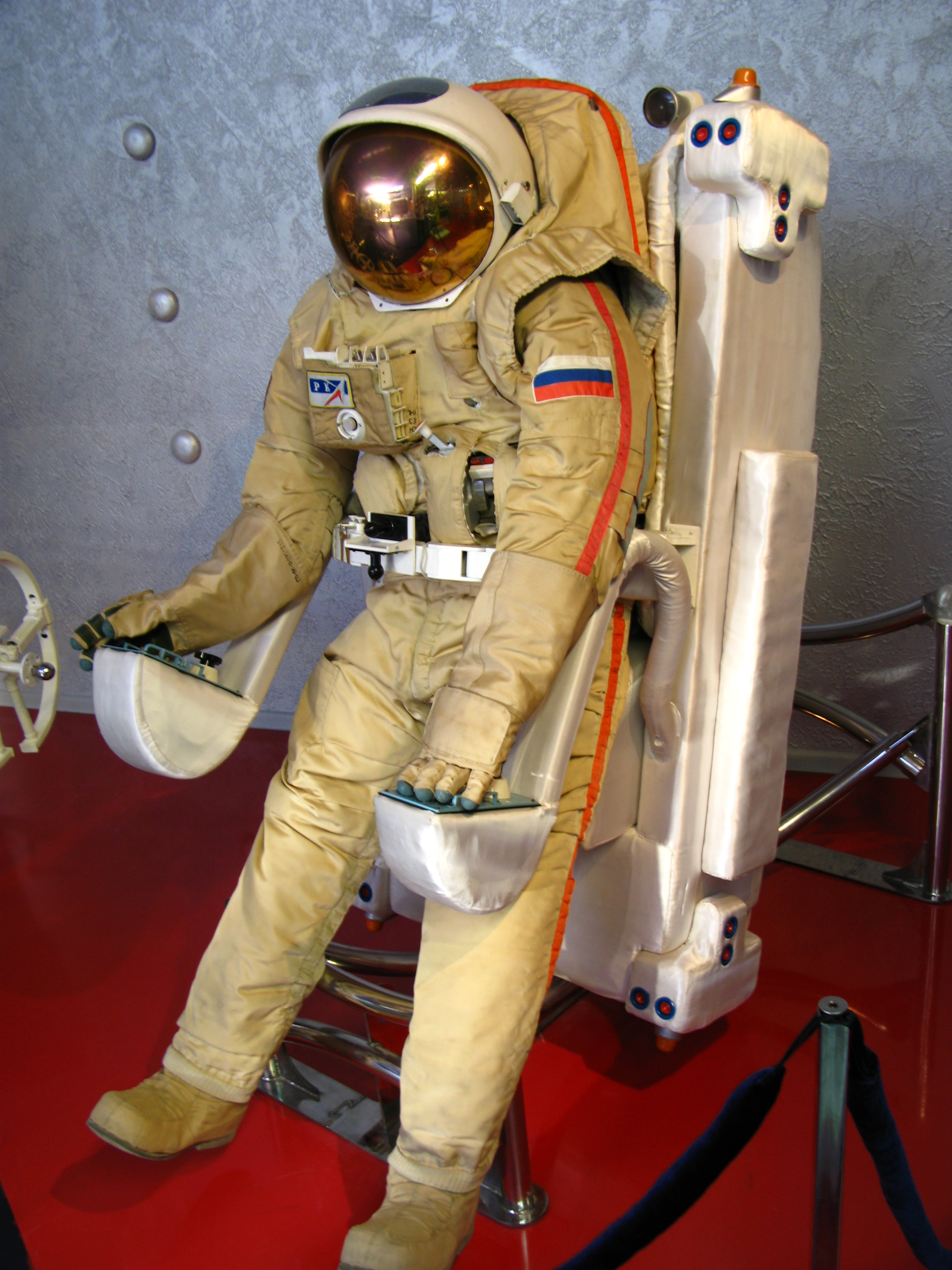
Ruský skafandr
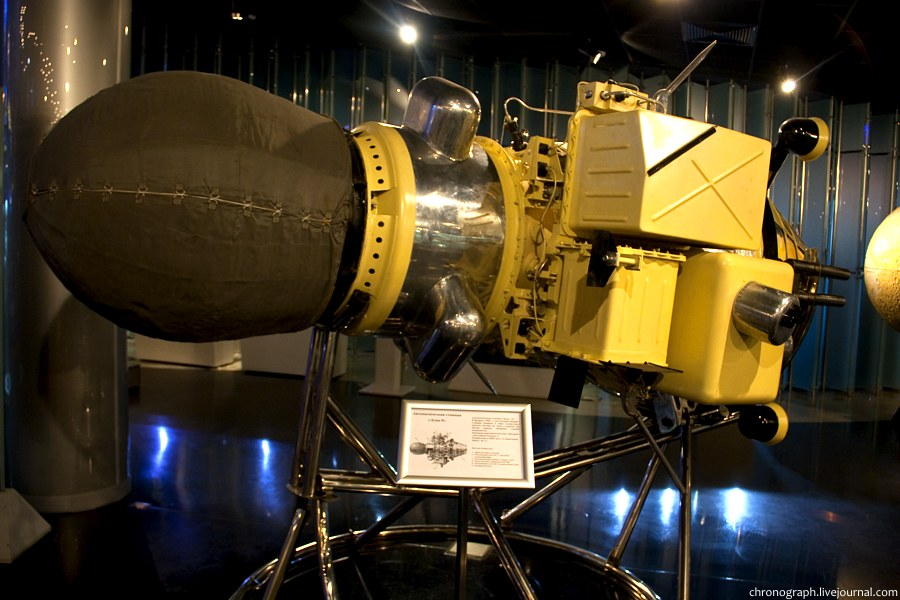
Luna 9 jako první přistála na Měsíci
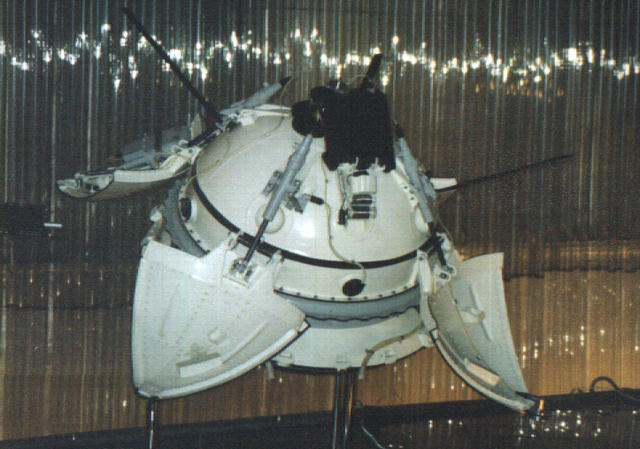
Mars 3 jako první přistál na Marsu
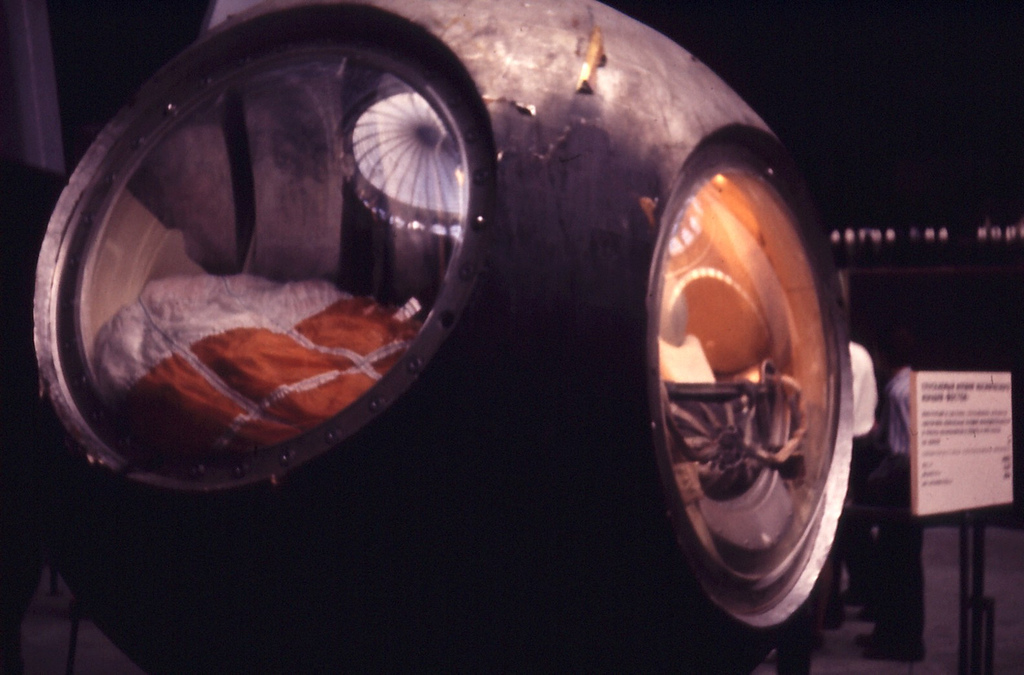
Loď použitá Jurijem Gagarinem
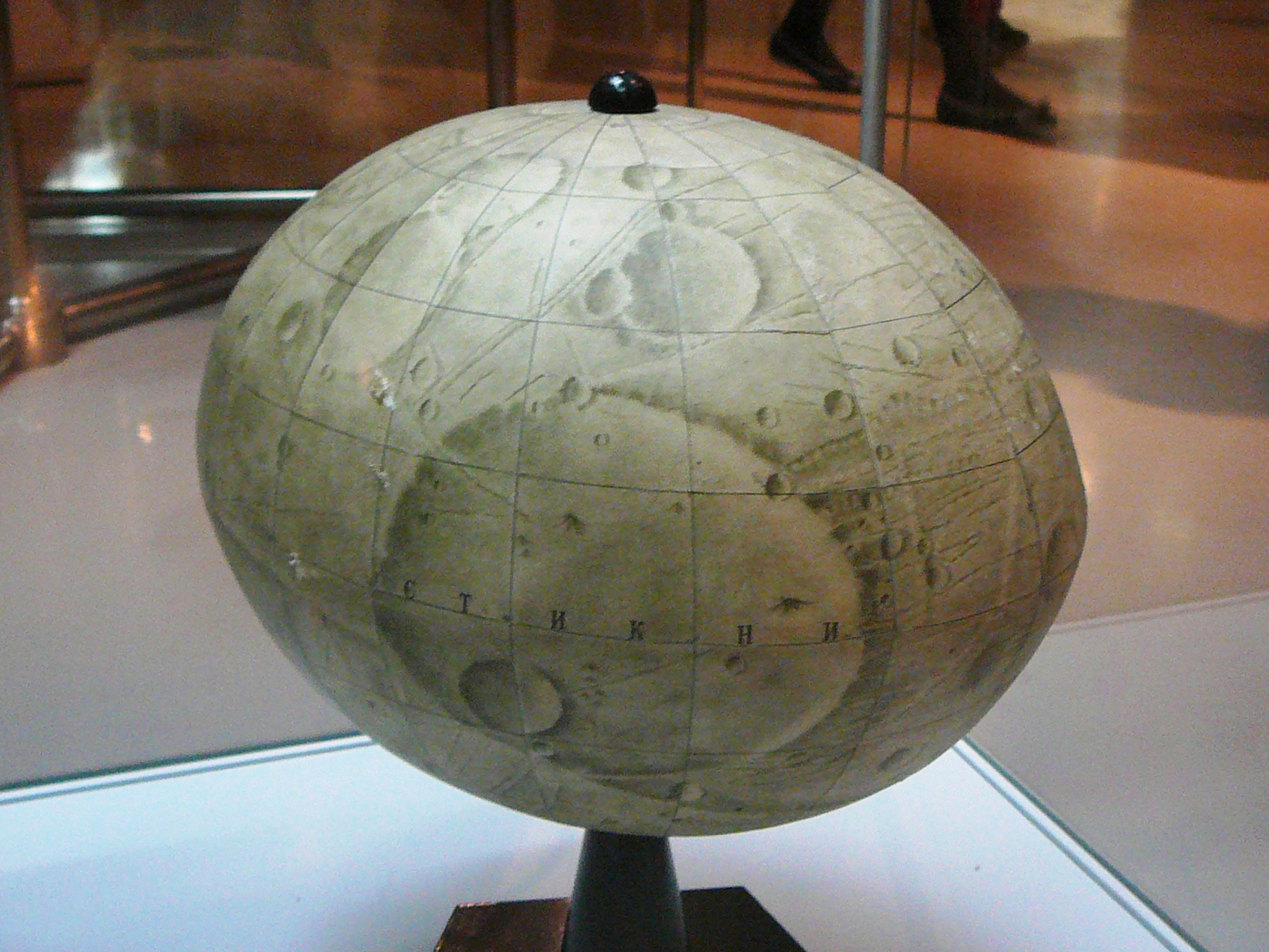
Globus Phobosu
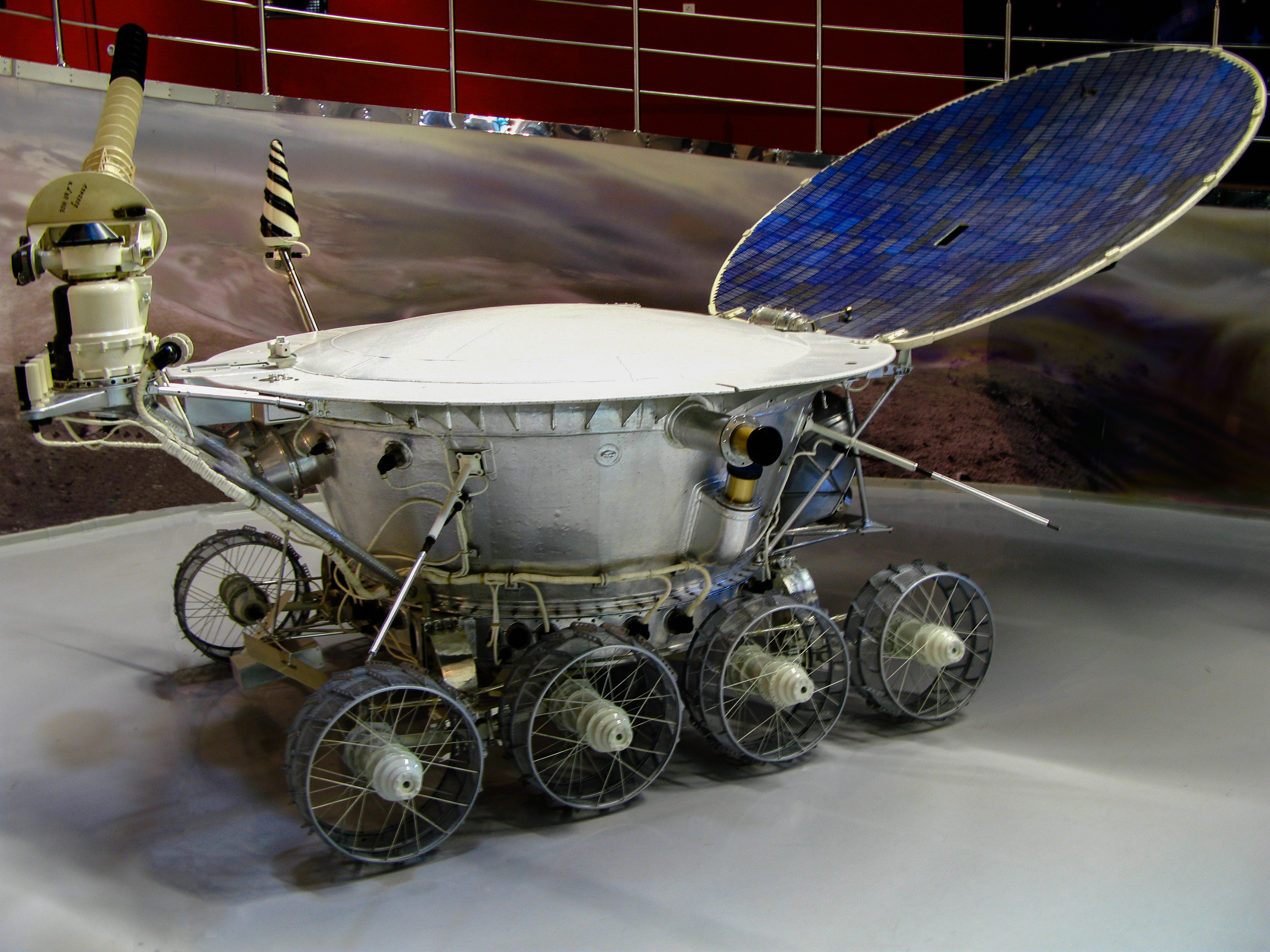
Lunochod 1